# Beni Khellad
Beni Khellad (em árabe: سوق الخميس), anteriormente Souk El Khemis, é uma cidade e comuna localizada na província de Tremecém, no noroeste da Argélia. Em 2008, sua população era de 6 933 habitantes.